# Магура-1 (заповідне урочище)
Магура-1 — заповідне урочище місцевого значення. Об'єкт розташований на території Долинського району Івано-Франківської області, Собольське лісництво, квартал 10, виділи 1—34.
Площа — 140 га, статус отриманий у 2004 році.